# Galaor
Galaor (titolo alternativo: Galaor l'avventuriero ) è un film muto italiano del 1918 diretto da Mariano Restivo.